# Mateusz Basarab

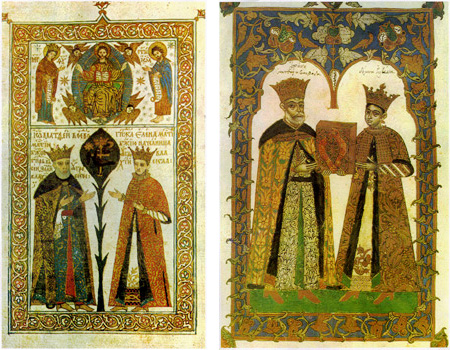
Mateusz Basarab i jego syn

Mateusz Basarab (rum. 	Matei Basarab; ur. 1588, Brâncoveni, Aluta  – zm. 9 kwietnia 1654, Bukareszt) był hospodarem Wołoszczyzny w latach 1632–1654.
Mateusz pochodził z możnej rodziny bojarskiej Craiovești i nie był spokrewniony z rządzącą Wołoszczyzną dynastią Basarabów. Mimo to, stojąc na czele opozycji bojarskiej przeciw kolejnym hospodarom (a także przeciwko napływowi na stanowiska w księstwie wołoskim Greków), pokonawszy w 1632 hospodara Radu XI Eliasza objął tron wołoski, uzyskując zatwierdzenie Imperium Osmańskiego.
Rządy Mateusza trwały wyjątkowo długo, jak na ówczesne warunki wołoskie. Ambitny hospodar prawdopodobnie planował wyzwolenie się spod rządów Imperium Osmańskiego i zawładnięcie całą Rumunią. Utrzymywał bliskie stosunki z władcą Siedmiogrodu Jerzym II Rakoczy, ambitnym, silnym i autonomicznym lennikiem Turcji, z którym związał się sojuszem w 1636. Rok później odparł najazd mołdawski, który stanowił początek wieloletniego sporu pomiędzy Mateuszem a hospodarem mołdawskim Bazylim Lupu - walki pomiędzy nimi trwały do 1644, w ich trakcie m.in. Mateusz zdołał pokonać swojego przeciwnika podczas bitwy nad rzeką Prahova. Nienawiść pomiędzy przeciwnikami spowodowała, że w 1653, gdy Bazyli Lupu skupiał swoją uwagę na zagrażającym mu konflikcie polsko-kozackim, Mateusz zainspirował spisek przeciwko niemu, którego skutkiem była ucieczka Bazylego z Mołdawii. Ten zdołał jednak uzyskać pomoc Tymofieja Chmielnickiego i odzyskał Mołdawię, a następnie uderzył na Wołoszczyznę. Mateusz, choć ranny podczas bitwy pod Finta, zdołał odeprzeć najazd, a Bazyli został ostatecznie pokonany.
Już rok po tym sukcesie, Mateusz musiał stawić problemom wewnętrznym - zbuntowali się przeciwko niemu oddziały tzw. semenów, które opanowały Târgoviște. W toku rokowań z nimi Mateusz zmarł.
Mateusz był jednym z najwybitniejszych władców rumuńskich swojej epoki. Obok prowadzonej z pewnym rozmachem polityki w regionie, dbał też o rozwój swojego kraju, zarówno pod względem gospodarczym, jak i kulturalnym. Jego mecenatowi zawdzięczamy fundacje licznych cerkwi i monastyrów (także w Mołdawii i Siedmiogrodzie), a także otwarcie studium humanistycznego (pierwszej tego typu szkoły na Wołoszczyźnie) w Târgoviște. Wydał też spisane zbiory praw, która stanowiły jednak rumuńskie tłumaczenia praw bizantyjskich (Pravila de la Govora z 1640 oraz Pravila lui Matei Basarab, znany również jako Îndreptarea Legii z 1652).
Rządy Mateusza Basaraba zbiegły się z ostatnim etapem upadku pomniejszej szlachty - wynikiem politycznej presji ze strony bojarów i drastycznych zmian ekonomicznych.